# Трушлевич, Виктор Иванович
Виктор Иванович Трушлевич (1887—1953)— русский и советский учёный-горняк, специалист по флотации, автор первого в России учебника «Флотация». Доктор технических наук, профессор Московской горной академии и Московского горного института, заведующий кафедрой флотации и спецметодов обогащения полезных ископаемых.

## Биография
Окончил в 1913 г. окончил Томский технологический институт, получив диплом горного инженера.
В 1914 г. был командирован в США, где провел полтора года, учился в Массачусетском технологическом институте по специальности «Обогащение полезных ископаемых», после этого работал около четырех месяцев рабочим на руднике в Канаде.
По возвращении в Россию с конца 1915 г. служил полгода в техническом отделе правления Лысьвенского горного округа в Петрограде, затем полгода на военном заводе в Москве, затем год помощником управителя цинково-металлургического завода на Экибастусских копях в Семипалатинской области; затем более года служил в Копикузе в секретариате Технического бюро по постройке металлургического завода. В начале 1919 г. перешел на службу в Омск в Горный департамент. После революции поступил в Сибирский совнархоз, в комиссию по обследованию фабрично-заводских предприятий, потом работал заведующим Сибирского областного бюро учета и распределения технических сил.
С 1923 года — в Москве, преподает в Московской горной академии. Работал ассистентом ректора МГА академика И. М. Губкина, читал курс «Обогащение природных ископаемых». В 1926-27 гг. — заведующий флотационной лабораторией МГА. С 1929 г. — профессор кафедры «Обогащение полезных ископаемых». После разделения МГА на шесть самостоятельных вузов в 1930 г. — профессор Московского горного института (сейчас — Горный институт НИТУ «МИСиС»).
С 1941 по 1944 г. В. И. Трушлевич работал в Горно-металлургическом институте в Алма-Ате, параллельно создал обогатительную лабораторию в Казахском филиале АН СССР и разработал методику флотации бериллия и ванадия, за что дважды награждался грамотой Верховного Совета Казахской ССР. В 1944 г. В. И. Трушлевич защитил докторскую диссертацию. С 1944 и до 1952 г. работал в МГИ заведующим кафедрой флотации и спецметодов обогащения.
Профессором В. И. Трушлевичем было выполнено свыше 150 научных работ, из которых опубликовано более 50. Он является автором первого в России учебника «Флотация», изданного в 1935 г. Награжден орденом Ленина и двумя медалями.

## Избранные труды
- Трушлевич В. И. Обогащение курейского графита. — Москва : Науч.-техн. упр. ВСНХ, 1928
- Трушлевич В. И., Прейгерзон Г. И. Обогащение подмосковных углей / проф. В. И. Трушлевич и Г. И. Прейгерзон; Гос. упр. по постройке подмосковного энергохим. комбината «Мосхимэнергострой». — Москва : Планхозгиз, 1930
- Основные положения флотационного процесса : Сборник трудов америк. авторов. В 2 томах / Под ред. проф. В. И. Трушлевича. — Москва : Цветметиздат, 1932
- Трушлевич В. И., Прейгерзон Г. И. Флотация Джезказганской медной окисленной руды / проф. В. И. Трушлевич. — Москва ; Ленинград : Цветметиздат, 1932
- Трушлевич В. И. Флотация : Утв. ГУУЗ’ом НКТП СССР в качестве учебника для горных втузов / проф. В. И. Трушлевич; Моск. горный ин-т им. И. В. Сталина. — Москва ; Ленинград : ОНТИ. Гл. ред. горно-топливной лит., 1935
- Обогащение фосфоритов, глауконитов и серных руд: Сб. работ / Под ред. проф. В. И. Трушлевича и Н. С. Ульянова. — Москва ; Ленинград : ГОНТИ, Ред. горно-топлив. и геол.-развед. лит-ры, 1939
- Трушлевич, В. И. Подготовка угля для коксования. — [Б. м.] : Науч.-изд. бюро Донугля, [19--].